# Metafosfat
El metafosfat, en anglès:metaphosphate, és un oxoanió que té la fórmula empírica PO₃−. l'estructura de lió metafosfat pot ser descrita com essent formada per unitats estructurals de PO₄ en la qual cada unitat comparteix dues cantonades amb l'altra unitat. Això es pot fer de dues maneres:
- Formació d'un anell, com en el trimetafosfat de la imatge.
- Formació d'una cadena infinita, amb la mateixa estructura del metavanadat d'amoni